# Elisa Bonaparte

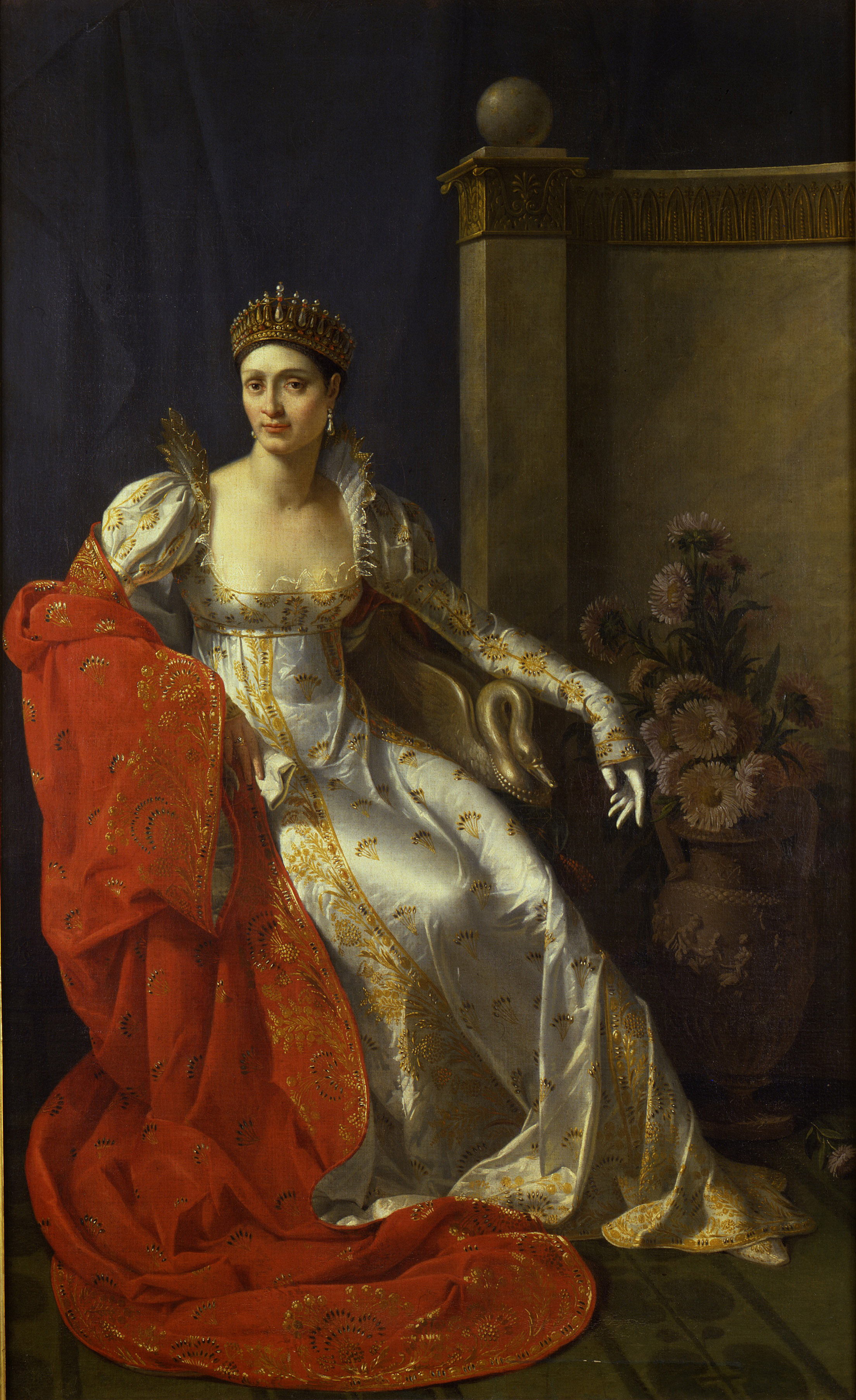
Porträt der Elisa Bonaparte, Marie-Guillemine Benoist, 1805

Élisa Bonaparte (geboren als Maria Anna Elisa Buonaparte, * 3. Januar 1777 in Ajaccio, Korsika; † 7. August 1820 in Villa Vicentina) war die älteste Schwester Napoleon Bonapartes. Sie war in der napoleonischen Zeit Fürstin von Lucca und Piombino und Großherzogin der Toskana.

## Frühe Jahre

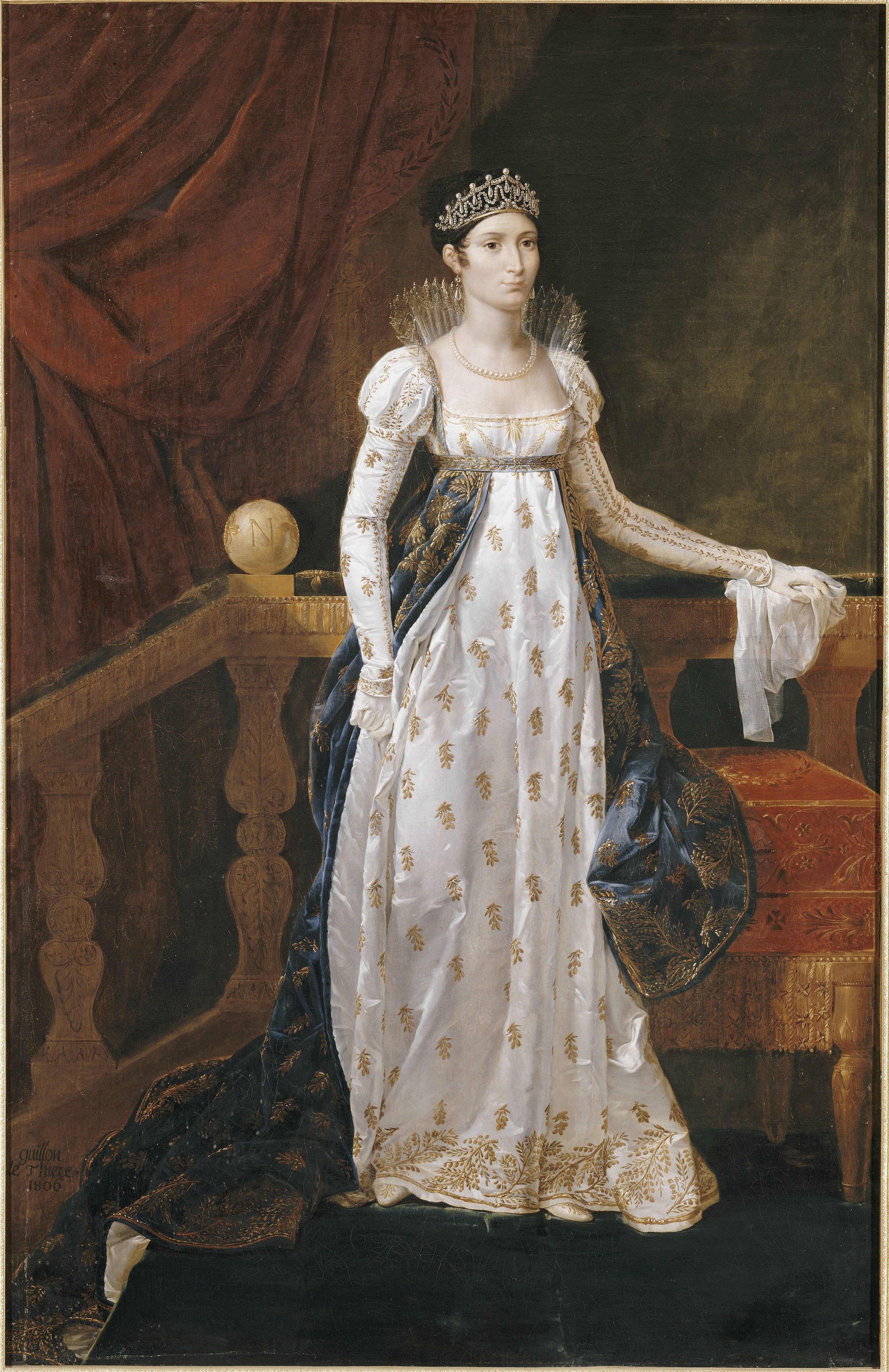
Elisa Bonaparte, 1806, von Guillaume Guillon-Lethière

Wappen der Elisa Bonaparte als Großherzogin der Toskana

Elisa genoss als Tochter von Carlo Buonaparte und dessen Frau Laetitia eine gute Erziehung im Maison Royale de Saint-Louis in Saint-Cyr-l’École. Obwohl es zahlreiche Bewerber um ihre Hand gab, heiratete sie am 1. Mai 1797 Félix Baciocchi, einen verarmten korsischen Adligen. Dieser war Offizier im Dienst Napoleons. Die Mitgift Elisas bestand aus 35.000 Franc und bescheidenen Besitzungen auf Korsika.
Entgegen dem Versuch Napoleons, das Paar auf die Mittelmeerinsel abzuschieben, erreichte Elisa die Versetzung ihres Mannes nach Paris. Sie selbst versuchte sich dort als Salonnière zu etablieren. Erst nach dem politischen Aufstieg ihres Bruders wurde sie Gastgeberin bedeutender Persönlichkeiten insbesondere aus der Literatur und Kunst wie Jacques-Louis David.

## Fürstin in Italien

Elisa Bonaparte mit ihrer Tochter Elisa Napoléone um 1810, Gemälde von François Gérard

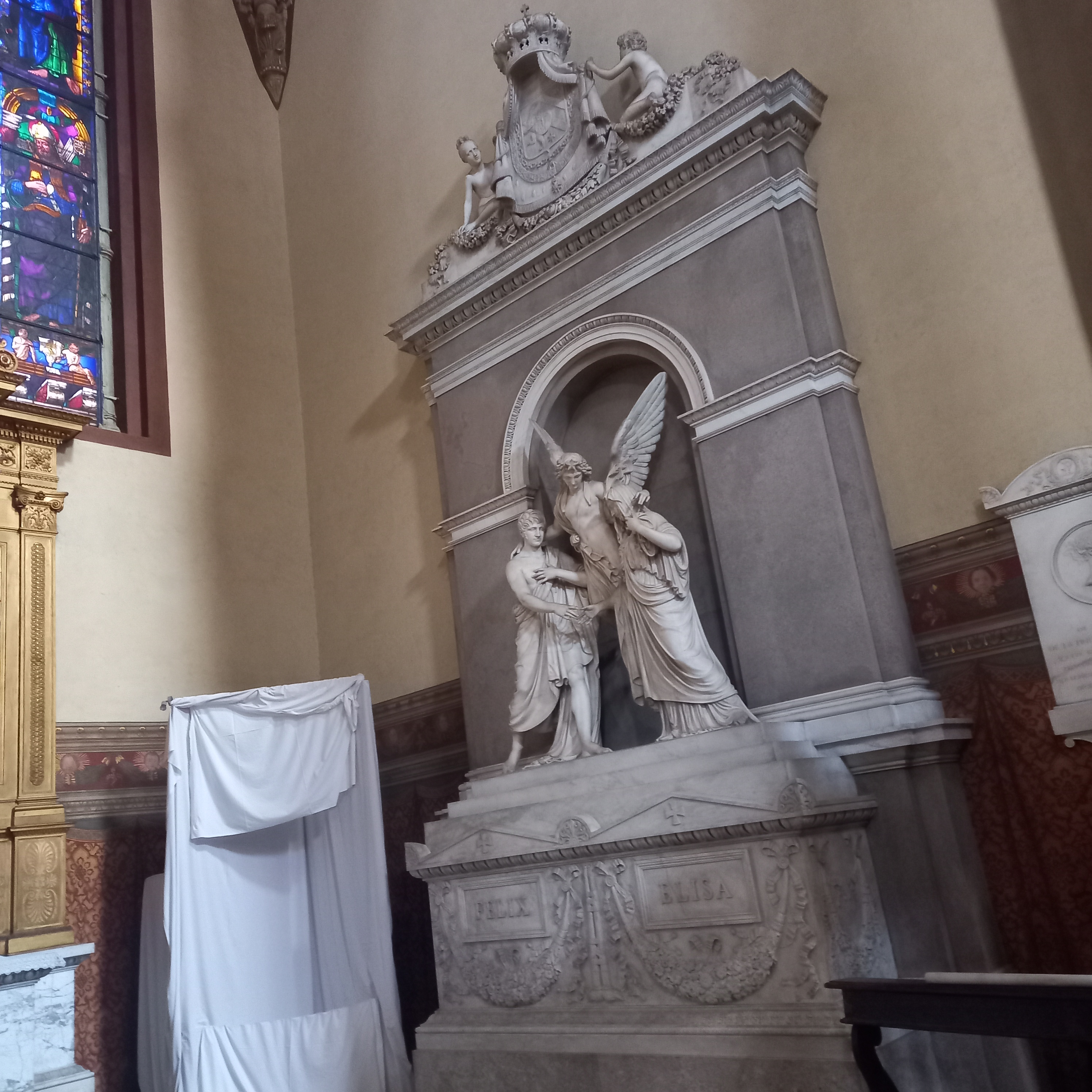
Grab von Elisa Bonaparte und ihrem Ehemann Félix Baciocchi in der Basilika San Petronio in Bologna

Nach der Errichtung des Kaiserreichs erhielten verschiedene weibliche Mitglieder der Familie Bonaparte den Rang von Prinzessinnen. Elisa und Caroline Bonaparte waren nicht darunter und machten ihrem Bruder daraufhin eine Szene. Dieser gab insofern nach, als dass er die Schwestern zu kaiserlichen Hoheiten erklärte. Der Ehemann von Caroline, Joachim Murat, wurde zum Großherzog von Berg und Félix Baciocchi zum Senator ernannt. Wie ihr Mann erhielt auch Elisa 240.000 Franc. Diese reichten ihr nicht aus und auf ihr Drängen machte sie Napoleon zur Fürstin von Piombino. Nach verschiedenen Intrigen setzte sie durch, dass ihr Mann zum Fürsten von Lucca ernannt wurde.
Sie selbst war indes die eigentlich Herrschende. Sie bezog in Lucca den Palazzo Ducale, den sie im Empirestil ausstatten ließ und erbaute ein Theater, ein Bad und ein Spielkasino. Letzteres erzielte hohe Einnahmen, bevor Napoleon seine Schließung anordnete. Elisa Bonaparte ergriff eine Reihe von Maßnahmen, um die Wirtschaftskraft ihres Territoriums zu erhöhen. Dazu gehörte der Bau von Straßen, die Trockenlegung von Sümpfen und der Kampf gegen die Briganten. Sie führte die Zucht von Seidenraupen ein und ließ Justiz und Polizei reformieren. Des Weiteren erhöhte sie ihr eigenes Einkommen durch verschiedene Maßnahmen wie den Kauf einer Alaungrube oder die Monopolisierung des Thunfischfangs. Sie ließ Hüttenwerke bauen und Erzgruben ausbeuten. Die Marmor-Steinbrüche in Carrara nutzte sie gewinnbringend, indem sie Büsten Napoleons anfertigen ließ. Die Bildnisse waren in den Amtsstuben des Kaiserreichs weit verbreitet. Auch gründete sie in Carrara eine Bildhauerschule. Ferner förderte sie Niccolò Paganini, indem sie ihn in der Kapelle ihres Hofes anstellte und ihn zum Ehrenkapitän ernannte.
Sie setzte alles daran, auch Herrscherin der Toskana zu werden. Dies gelang ihr 1809 indes nur teilweise: Napoleon ernannte sie zur Statthalterin der Toskana mit dem persönlichen Titel einer Großherzogin, zudem nahm er sie unter die Großwürdenträger des Französischen Kaiserreichs auf. Ihr Mann wurde General der Truppen in der Toskana. Sie traf am 2. April 1809 in Florenz ein, wo sie vom einheimischen Adel mit Kälte empfangen wurde. Zugleich fand eine Revolte gegen die französische Wehrpflicht statt, bei der einer der Bürgermeister sowie ein Richter ermordet wurden. Auch die durch Napoleon erhöhten Steuern führten zu Konflikten. Im Gegensatz zu Lucca, wo sie bis zu einem gewissen Grade autonom geherrscht hatte, musste sie in der Toskana als bloße Befehlsempfängerin ihres Bruders agieren, der keinerlei Eigenmächtigkeiten duldete. Sie säkularisierte, wie schon in Lucca, Kirchengüter und schloss mehrere Klöster. Im Juli 1809 wurde der auf Befehl Napoleons inhaftierte Papst Pius VII., der den Kaiser exkommuniziert hatte, durch die Toskana nach Frankreich verschleppt, ohne dass Elisa wagte, ihn bei seiner Übernachtung in Florenz zu empfangen. Elisa und ihr Mann trennten sich in Florenz, sie residierte im Palazzo Pitti, während ihr Mann im Palazzo della Crocetta lebte. Beide hatten verschiedene außereheliche Affären.
Als sich das Ende der napoleonischen Herrschaft abzeichnete, versuchte Elisa vergeblich ihren Thron zu bewahren. Nachdem sie aus Florenz vertrieben worden und nach Lucca geflohen war, löste sie alle Bindungen zum Kaiserreich. Dies bewahrte sie aber nicht vor der britischen Besetzung Luccas und ihrer Absetzung.

## Nach der Absetzung
Zeitweise interniert, kam Elisa Bonaparte nach dem Ende der Herrschaft der hundert Tage frei. Sie lebte mit ihrem Mann, von den Österreichern überwacht, in Triest. Sie nahm den Titel einer Contessa di Compignano an. Sie erwarb ein Stadthaus und auf dem Land die Villa Vicentina. Die österreichische Regierung gab ihr 1819 ihre privaten italienischen Besitzungen zurück. Diese verkaufte sie und konnte von dem Erlös behaglich leben. Später erwarb sie neuen Besitz in Italien. Sie starb unerwartet 1820 an Malaria. Ihren Besitz hinterließ sie größtenteils ihren Kindern.

## Nachkommen
Mit Félix Baciocchi hatte Elisa vier Kinder, von denen zwei als Kleinkinder starben:
- Felix Napoléon Baciocchi (1798–1799)
- Elisa-Napoléone Baciocchi (1806–1869), ⚭ Filippo, Graf Camerata-Passionei di Mazzolini
  - Charles Félix Jean-Baptiste Camerata-Passionei di Mazzolini (1826–1853)
- Jérôme Charles Baciocchi (1810–1811)
- Frédéric Napoléon Baciocchi (1814–1833)

## Abstammung
|                                              |                                              |                                              |                                              |                                              |                                              |  |  |                                                |                                                |                                                |                                                |                                                |                                                |  |  | Sebastiano Nicolo Buonaparte ⚭ Maria Anna Tusoli | Sebastiano Nicolo Buonaparte ⚭ Maria Anna Tusoli | Sebastiano Nicolo Buonaparte ⚭ Maria Anna Tusoli | Sebastiano Nicolo Buonaparte ⚭ Maria Anna Tusoli | Sebastiano Nicolo Buonaparte ⚭ Maria Anna Tusoli | Sebastiano Nicolo Buonaparte ⚭ Maria Anna Tusoli |  |  | Giuseppe Maria Paravisini ⚭ Anna Maria Salineri | Giuseppe Maria Paravisini ⚭ Anna Maria Salineri | Giuseppe Maria Paravisini ⚭ Anna Maria Salineri | Giuseppe Maria Paravisini ⚭ Anna Maria Salineri | Giuseppe Maria Paravisini ⚭ Anna Maria Salineri | Giuseppe Maria Paravisini ⚭ Anna Maria Salineri |  |  | Giovanni-Agostino Ramolino ⚭ Angela-Maria Peri | Giovanni-Agostino Ramolino ⚭ Angela-Maria Peri | Giovanni-Agostino Ramolino ⚭ Angela-Maria Peri | Giovanni-Agostino Ramolino ⚭ Angela-Maria Peri | Giovanni-Agostino Ramolino ⚭ Angela-Maria Peri | Giovanni-Agostino Ramolino ⚭ Angela-Maria Peri |  |  | Giuseppe Pietrasanta ⚭ Maria-Giuseppe Malerba                       | Giuseppe Pietrasanta ⚭ Maria-Giuseppe Malerba                       | Giuseppe Pietrasanta ⚭ Maria-Giuseppe Malerba                       | Giuseppe Pietrasanta ⚭ Maria-Giuseppe Malerba                       | Giuseppe Pietrasanta ⚭ Maria-Giuseppe Malerba                       | Giuseppe Pietrasanta ⚭ Maria-Giuseppe Malerba                       |  |  |                                  |                                  |                                  |                                  |                                  |                                  |  |  |                                                      |                                                      |                                                      |                                                      |                                                      |                                                      |  |  |  |  |  |  |  |  |  |  |  |  |  |  |  |  |  |  |  |  |  |  |  |  |
|                                              |                                              |                                              |                                              |                                              |                                              |  |  |                                                |                                                |                                                |                                                |                                                |                                                |  |  | Sebastiano Nicolo Buonaparte ⚭ Maria Anna Tusoli | Sebastiano Nicolo Buonaparte ⚭ Maria Anna Tusoli | Sebastiano Nicolo Buonaparte ⚭ Maria Anna Tusoli | Sebastiano Nicolo Buonaparte ⚭ Maria Anna Tusoli | Sebastiano Nicolo Buonaparte ⚭ Maria Anna Tusoli | Sebastiano Nicolo Buonaparte ⚭ Maria Anna Tusoli |  |  | Giuseppe Maria Paravisini ⚭ Anna Maria Salineri | Giuseppe Maria Paravisini ⚭ Anna Maria Salineri | Giuseppe Maria Paravisini ⚭ Anna Maria Salineri | Giuseppe Maria Paravisini ⚭ Anna Maria Salineri | Giuseppe Maria Paravisini ⚭ Anna Maria Salineri | Giuseppe Maria Paravisini ⚭ Anna Maria Salineri |  |  | Giovanni-Agostino Ramolino ⚭ Angela-Maria Peri | Giovanni-Agostino Ramolino ⚭ Angela-Maria Peri | Giovanni-Agostino Ramolino ⚭ Angela-Maria Peri | Giovanni-Agostino Ramolino ⚭ Angela-Maria Peri | Giovanni-Agostino Ramolino ⚭ Angela-Maria Peri | Giovanni-Agostino Ramolino ⚭ Angela-Maria Peri |  |  | Giuseppe Pietrasanta ⚭ Maria-Giuseppe Malerba                       | Giuseppe Pietrasanta ⚭ Maria-Giuseppe Malerba                       | Giuseppe Pietrasanta ⚭ Maria-Giuseppe Malerba                       | Giuseppe Pietrasanta ⚭ Maria-Giuseppe Malerba                       | Giuseppe Pietrasanta ⚭ Maria-Giuseppe Malerba                       | Giuseppe Pietrasanta ⚭ Maria-Giuseppe Malerba                       |  |  |                                  |                                  |                                  |                                  |                                  |                                  |  |  |                                                      |                                                      |                                                      |                                                      |                                                      |                                                      |  |  |  |  |  |  |  |  |  |  |  |  |  |  |  |  |  |  |  |  |  |  |  |  |
|                                              |                                              |                                              |                                              |                                              |                                              |  |  |                                                |                                                |                                                |                                                |                                                |                                                |  |  | Giuseppe Maria Buonaparte                        | Giuseppe Maria Buonaparte                        | Giuseppe Maria Buonaparte                        | Giuseppe Maria Buonaparte                        | Giuseppe Maria Buonaparte                        | Giuseppe Maria Buonaparte                        |  |  | Maria Saveria Paravisini                        | Maria Saveria Paravisini                        | Maria Saveria Paravisini                        | Maria Saveria Paravisini                        | Maria Saveria Paravisini                        | Maria Saveria Paravisini                        |  |  | Giovanni Geronimo Ramolino                     | Giovanni Geronimo Ramolino                     | Giovanni Geronimo Ramolino                     | Giovanni Geronimo Ramolino                     | Giovanni Geronimo Ramolino                     | Giovanni Geronimo Ramolino                     |  |  | Angela Maria Pietrasanta Giuseppe Pietrasanta                       | Angela Maria Pietrasanta Giuseppe Pietrasanta                       | Angela Maria Pietrasanta Giuseppe Pietrasanta                       | Angela Maria Pietrasanta Giuseppe Pietrasanta                       | Angela Maria Pietrasanta Giuseppe Pietrasanta                       | Angela Maria Pietrasanta Giuseppe Pietrasanta                       |  |  |                                  |                                  |                                  |                                  |                                  |                                  |  |  |                                                      |                                                      |                                                      |                                                      |                                                      |                                                      |  |  |  |  |  |  |  |  |  |  |  |  |  |  |  |  |  |  |  |  |  |  |  |  |
|                                              |                                              |                                              |                                              |                                              |                                              |  |  |                                                |                                                |                                                |                                                |                                                |                                                |  |  | Giuseppe Maria Buonaparte                        | Giuseppe Maria Buonaparte                        | Giuseppe Maria Buonaparte                        | Giuseppe Maria Buonaparte                        | Giuseppe Maria Buonaparte                        | Giuseppe Maria Buonaparte                        |  |  | Maria Saveria Paravisini                        | Maria Saveria Paravisini                        | Maria Saveria Paravisini                        | Maria Saveria Paravisini                        | Maria Saveria Paravisini                        | Maria Saveria Paravisini                        |  |  | Giovanni Geronimo Ramolino                     | Giovanni Geronimo Ramolino                     | Giovanni Geronimo Ramolino                     | Giovanni Geronimo Ramolino                     | Giovanni Geronimo Ramolino                     | Giovanni Geronimo Ramolino                     |  |  | Angela Maria Pietrasanta Giuseppe Pietrasanta                       | Angela Maria Pietrasanta Giuseppe Pietrasanta                       | Angela Maria Pietrasanta Giuseppe Pietrasanta                       | Angela Maria Pietrasanta Giuseppe Pietrasanta                       | Angela Maria Pietrasanta Giuseppe Pietrasanta                       | Angela Maria Pietrasanta Giuseppe Pietrasanta                       |  |  |                                  |                                  |                                  |                                  |                                  |                                  |  |  |                                                      |                                                      |                                                      |                                                      |                                                      |                                                      |  |  |  |  |  |  |  |  |  |  |  |  |  |  |  |  |  |  |  |  |  |  |  |  |
|                                              |                                              |                                              |                                              |                                              |                                              |  |  |                                                |                                                |                                                |                                                |                                                |                                                |  |  |                                                  |                                                  |                                                  |                                                  |                                                  |                                                  |  |  |                                                 |                                                 |                                                 |                                                 |                                                 |                                                 |  |  |                                                |                                                |                                                |                                                |                                                |                                                |  |  |                                                                     |                                                                     |                                                                     |                                                                     |                                                                     |                                                                     |  |  |                                  |                                  |                                  |                                  |                                  |                                  |  |  |                                                      |                                                      |                                                      |                                                      |                                                      |                                                      |  |  |  |  |  |  |  |  |  |  |  |  |  |  |  |  |  |  |  |  |  |  |  |  |
|                                              |                                              |                                              |                                              |                                              |                                              |  |  |                                                |                                                |                                                |                                                |                                                |                                                |  |  |                                                  |                                                  |                                                  |                                                  |                                                  |                                                  |  |  |                                                 |                                                 |                                                 |                                                 |                                                 |                                                 |  |  |                                                |                                                |                                                |                                                |                                                |                                                |  |  |                                                                     |                                                                     |                                                                     |                                                                     |                                                                     |                                                                     |  |  |                                  |                                  |                                  |                                  |                                  |                                  |  |  |                                                      |                                                      |                                                      |                                                      |                                                      |                                                      |  |  |  |  |  |  |  |  |  |  |  |  |  |  |  |  |  |  |  |  |  |  |  |  |
|                                              |                                              |                                              |                                              |                                              |                                              |  |  |                                                |                                                |                                                |                                                |                                                |                                                |  |  |                                                  |                                                  |                                                  |                                                  |                                                  |                                                  |  |  | Carlo Buonaparte                                | Carlo Buonaparte                                | Carlo Buonaparte                                | Carlo Buonaparte                                | Carlo Buonaparte                                | Carlo Buonaparte                                |  |  | Letizia Ramolino                               | Letizia Ramolino                               | Letizia Ramolino                               | Letizia Ramolino                               | Letizia Ramolino                               | Letizia Ramolino                               |  |  |                                                                     |                                                                     |                                                                     |                                                                     |                                                                     |                                                                     |  |  |                                  |                                  |                                  |                                  |                                  |                                  |  |  |                                                      |                                                      |                                                      |                                                      |                                                      |                                                      |  |  |  |  |  |  |  |  |  |  |  |  |  |  |  |  |  |  |  |  |  |  |  |  |
|                                              |                                              |                                              |                                              |                                              |                                              |  |  |                                                |                                                |                                                |                                                |                                                |                                                |  |  |                                                  |                                                  |                                                  |                                                  |                                                  |                                                  |  |  | Carlo Buonaparte                                | Carlo Buonaparte                                | Carlo Buonaparte                                | Carlo Buonaparte                                | Carlo Buonaparte                                | Carlo Buonaparte                                |  |  | Letizia Ramolino                               | Letizia Ramolino                               | Letizia Ramolino                               | Letizia Ramolino                               | Letizia Ramolino                               | Letizia Ramolino                               |  |  |                                                                     |                                                                     |                                                                     |                                                                     |                                                                     |                                                                     |  |  |                                  |                                  |                                  |                                  |                                  |                                  |  |  |                                                      |                                                      |                                                      |                                                      |                                                      |                                                      |  |  |  |  |  |  |  |  |  |  |  |  |  |  |  |  |  |  |  |  |  |  |  |  |
|                                              |                                              |                                              |                                              |                                              |                                              |  |  |                                                |                                                |                                                |                                                |                                                |                                                |  |  |                                                  |                                                  |                                                  |                                                  |                                                  |                                                  |  |  |                                                 |                                                 |                                                 |                                                 |                                                 |                                                 |  |  |                                                |                                                |                                                |                                                |                                                |                                                |  |  |                                                                     |                                                                     |                                                                     |                                                                     |                                                                     |                                                                     |  |  |                                  |                                  |                                  |                                  |                                  |                                  |  |  |                                                      |                                                      |                                                      |                                                      |                                                      |                                                      |  |  |  |  |  |  |  |  |  |  |  |  |  |  |  |  |  |  |  |  |  |  |  |  |
|                                              |                                              |                                              |                                              |                                              |                                              |  |  |                                                |                                                |                                                |                                                |                                                |                                                |  |  |                                                  |                                                  |                                                  |                                                  |                                                  |                                                  |  |  |                                                 |                                                 |                                                 |                                                 |                                                 |                                                 |  |  |                                                |                                                |                                                |                                                |                                                |                                                |  |  |                                                                     |                                                                     |                                                                     |                                                                     |                                                                     |                                                                     |  |  |                                  |                                  |                                  |                                  |                                  |                                  |  |  |                                                      |                                                      |                                                      |                                                      |                                                      |                                                      |  |  |  |  |  |  |  |  |  |  |  |  |  |  |  |  |  |  |  |  |  |  |  |  |
| Joseph (König von Neapel, König von Spanien) | Joseph (König von Neapel, König von Spanien) | Joseph (König von Neapel, König von Spanien) | Joseph (König von Neapel, König von Spanien) | Joseph (König von Neapel, König von Spanien) | Joseph (König von Neapel, König von Spanien) |  |  | Napoleon (Erster Konsul, Kaiser der Franzosen) | Napoleon (Erster Konsul, Kaiser der Franzosen) | Napoleon (Erster Konsul, Kaiser der Franzosen) | Napoleon (Erster Konsul, Kaiser der Franzosen) | Napoleon (Erster Konsul, Kaiser der Franzosen) | Napoleon (Erster Konsul, Kaiser der Franzosen) |  |  | Lucien (Französischer Innenminister)             | Lucien (Französischer Innenminister)             | Lucien (Französischer Innenminister)             | Lucien (Französischer Innenminister)             | Lucien (Französischer Innenminister)             | Lucien (Französischer Innenminister)             |  |  | Louis (König von Holland)                       | Louis (König von Holland)                       | Louis (König von Holland)                       | Louis (König von Holland)                       | Louis (König von Holland)                       | Louis (König von Holland)                       |  |  | Jérôme (König von Westphalen)                  | Jérôme (König von Westphalen)                  | Jérôme (König von Westphalen)                  | Jérôme (König von Westphalen)                  | Jérôme (König von Westphalen)                  | Jérôme (König von Westphalen)                  |  |  | Elisa (Fürstin von Lucca und Piombino und Großherzogin der Toskana) | Elisa (Fürstin von Lucca und Piombino und Großherzogin der Toskana) | Elisa (Fürstin von Lucca und Piombino und Großherzogin der Toskana) | Elisa (Fürstin von Lucca und Piombino und Großherzogin der Toskana) | Elisa (Fürstin von Lucca und Piombino und Großherzogin der Toskana) | Elisa (Fürstin von Lucca und Piombino und Großherzogin der Toskana) |  |  | Pauline (Herzogin von Guastalla) | Pauline (Herzogin von Guastalla) | Pauline (Herzogin von Guastalla) | Pauline (Herzogin von Guastalla) | Pauline (Herzogin von Guastalla) | Pauline (Herzogin von Guastalla) |  |  | Caroline (Großherzogin von Berg, Königin von Neapel) | Caroline (Großherzogin von Berg, Königin von Neapel) | Caroline (Großherzogin von Berg, Königin von Neapel) | Caroline (Großherzogin von Berg, Königin von Neapel) | Caroline (Großherzogin von Berg, Königin von Neapel) | Caroline (Großherzogin von Berg, Königin von Neapel) |  |  |  |  |  |  |  |  |  |  |  |  |  |  |  |  |  |  |  |  |  |  |  |  |

## Trivia
Der Komponist Franz Lehár setzte ihr in seiner Operette Paganini ein musikalisches Denkmal. Sie ist dort als Geliebte des Titelhelden die weibliche Hauptakteurin.